# Nikos Vertis

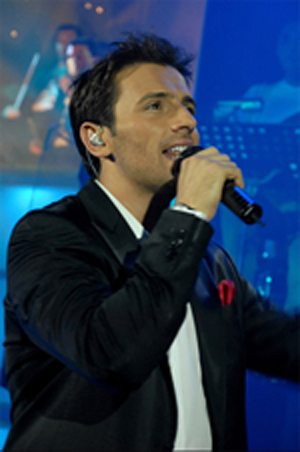
Nikos Vertis

Nikolaos Arvanitidis (* 21. August 1976 in Gorinchem, Niederlande) bekannt unter seinem Künstlernamen Nikos Vertis, ist ein griechischer Sänger.

## Leben und Karriere
Nikos Vertis wurde in den Niederlanden geboren. Als er sechs Jahre alt war, zog seine Familie nach Thessaloniki. Ursprünglich kommt seine Familie aus der Nähe von Kavala.
Seine Musikkarriere begann im Jahr 2003 mit dem Debüt-Album Poli Apotoma Vradiazei.
Der im Jahr 2013 veröffentlichte Song Thelo Na Me Nioseis wurde sehr erfolgreich und hat bereits etwa 225 Millionen Aufrufe.
Er machte über die Jahre mit weiteren bekannten Songs wie An Eisai Ena Asteri, Pes To Mou Xana oder S' Agapao auf sich aufmerksam.
Außerhalb Griechenlands hat er bereits mit israelischen Künstlern wie Sarit Hadad, Eyal Golan oder Idan Raichel und mit dem französischen Sänger Amir zusammengearbeitet.

## Diskografie

### Alben
- 2003: Poli Apotoma Vradiazei
- 2004: Pame Psichi Mou
- 2005: Pos Perno Ta Vradia Monos
- 2007: Mono Gia Sena
- 2009: Ola Einai Edo
- 2011: Eimai Mazi Sou
- 2013: Protaseis
- 2015: Nikos Vertis
- 2017: Erotevmenos

### Live-Alben
- 2014: Live Tour – 10 Chronia
- 2014: Once in a Lifetime – Live Performance at Bloomfield Stadium (mit Sarit Hadad & Eyal Golan)

### Kompilationen
- 2008: Oi Megaliteres Epitihies
- 2009: Ta 4 Afthentika Album
- 2016: Megala Logia: 20 Tragoudia Gia Ton Erota

### EPs
- 2005: Pes To Mou Xana

### Singles (Auswahl)
- 2003: Asteri Mou
- 2003: San Trelos Se Agapao
- 2003: Poli Apotoma Vradiazei
- 2003: Imaste Horia (mit Peggy Zina)
- 2003: Hanomaste (mit Peggy Zina)
- 2004: Megala Logia
- 2005: Pes To Mou Xana
- 2005: Pos Na To Exigiso
- 2007: De M' Agapas
- 2011: De Me Skeftesai
- 2011: Thimose Apopse I Kardia
- 2011: An Eisai Ena Asteri
- 2013: Thelo Na Me Nioseis
- 2013: Ena Psema
- 2014: Den Paei Na Leei
- 2015: Min Argeis
- 2016: Erotevmenos (mit Idan Raichel)
- 2017: Giati To Metanionis
- 2017: Fige
- 2017: Prosehe Kala
- 2020: Si on n’aime qu’une fois / I Leksi S’ Agapo (mit Amir)
- 2020: Poso Me Pligoses
- 2021: S’ Agapao
- 2022: Zise
- 2023: Se Afisa Sto Htes – Eisai Treli

Quelle: